# Josep Vives i Miret
Josep Vives i Miret (Barcelona, 28 de juny de 1903 - 15 de desembre de 1966) fou un escriptor i historiador autodidacta.
El 1933 publicà Historial del gremi de bastaixos de capçana i macips de ribera de la duana de Barcelona. Es va traslladar a Tarragona en la postguerra on va fer estudis sobre Tarragona i Santes Creus: L'enigma del claustre posterior de Santes Creus (1957); La restauració dels finestrals de la galeria septentrional del claustre de Santes Creus (1958), El projectat claustre cistercenc de Santes Creus (1959), L'escriptori de Santes Creus (1959), Els tres palaus reials de Santes Creus (1960), Les sepultures a Santes Creus dels nobles morts en la conquesta de Mallorca (1959) i Els sepulcres reials del monestir de Santes Creus (1964).
Fou secretari general de l'Arxiu Bibliogràfic de Santes Creus. La seva obra fonamental fou publicada pòstumament: Reinard des Fonoll. Escultor i arquitecte anglès renovador de l'art gòtic a Catalunya 1321-1365 (1969) on va atribuir a Reinard des Fonoll un nombre excessiu d'obres arreu de Catalunya sense proves documentals en alguns casos. Les investigacions posteriors han portat a rectificar algunes atribucions de Vives i Miret, sense que això signifiqui menystenir la que cal considerar una aportació rellevant a la història de l'art català medieval.
Publicà, en l'aspecte literari, Les cançons del llibre de la pàtria (texts amb música d'Enric Morera, 1936) i alguns reculls poètics. Ha deixat diversos estudis inèdits inacabats, i recollí una interessant col·lecció de pintura.